# Andris Džeriņš
Andris Džeriņš (* 14. února 1988, Jēkabpils) je lotyšský lední hokejista hrající na postu středního útočníka a reprezentant, který hrál dvě sezóny (2016/17 a 2017/18) za český klub Mountfield HK. V zahraničí působil na klubové úrovni ve Finsku, Švédsku a Kanadě. V současnosti hraje za Dinamo Riga. Jeho bratr Guntis i bratranec Lauris jsou také hokejisté.

## Hráčská kariéra
Svoji hokejovou kariéru začal v týmu HK Riga 2000. V sezoně 2004/05 debutoval v „áčku“, se kterým se představil v lotyšské lize, v níž získal titul, i běloruské nejvyšší soutěži. V letech 2005–2007 hrál za mládež švédského mužstva Stocksunds IF a finského celku Lukko Rauma. Před ročníkem 2007/08 odešel do juniorské OHL, kde dva roky nastupoval za kanadský klub Kingston Frontenacs. V roce 2010 se vrátil do vlasti do KHL a uzavřel smlouvu s Dinamem Riga, se kterým v sezoně 2012/13 vybojoval Nadezhda Cup. Zpočátku tohoto angažmá rovněž nastupoval na farmě v Dinamu-Juniors Riga.

### Mountfield HK
V květnu 2016 Dinamo po sedmi letech opustil a domluvil se na roční smlouvě s českým extraligovým mužstvem Mountfield HK, sídlícím v Hradci Králové. S Hradcem se představil na konci roku 2016 na přestižním Spenglerově poháru, kde byl klub nalosován do Torrianiho skupiny společně s celky HC Lugano (Švýcarsko) a Avtomobilist Jekatěrinburg (Rusko) a skončil v základní skupině na druhém místě. Ve čtvrtfinále poté vypadl po prohře 1:5 nad evropským výběrem Kanady. V sezoně 2016/17 s týmem poprvé v jeho historii postoupil v nejvyšší soutěži do semifinále play-off, kde bylo mužstvo vyřazeno pozdějším mistrem Kometou Brno v poměru 2:4 na zápasy, ale Džeriņš společně se spoluhráči a trenéry získal bronzovou medaili. V květnu 2017 se s hradeckým vedením dohodl na podmínkách nového kontraktu.

## Klubové statistiky
| Sezona    | Klub                 | Soutěž          | Základní část | Základní část | Základní část | Základní část | Základní část | Play off | Play off | Play off | Play off | Play off |
| Sezona    | Klub                 | Soutěž          | Z             | G             | A             | B             | TM            | Z        | G        | A        | B        | TM       |
| --------- | -------------------- | --------------- | ------------- | ------------- | ------------- | ------------- | ------------- | -------- | -------- | -------- | -------- | -------- |
| 2004/2005 | HK Riga 2000         | Lotyšská liga   | 17            | 2             | 8             | 10            | 8             | —        | —        | —        | —        | —        |
|           | HK Riga 2000         | Běloruská liga  | 2             | 0             | 0             | 0             | 0             | —        | —        | —        | —        | —        |
| 2005/2006 | Stocksunds IF U-18   | Allsvenskan     | 13            | 6             | 8             | 14            | 10            | —        | —        | —        | —        | —        |
| 2006/2007 | Lukko Rauma U-20     | SM-liiga        | 38            | 9             | 13            | 22            | 22            | —        | —        | —        | —        | —        |
| 2007/2008 | Kingston Frontenacs  | OHL             | 61            | 20            | 30            | 50            | 44            | —        | —        | —        | —        | —        |
| 2008/2009 | Kingston Frontenacs  | OHL             | 65            | 21            | 27            | 48            | 33            | —        | —        | —        | —        | —        |
| 2009/2010 | Dinamo Riga          | KHL             | 17            | 0             | 0             | 0             | 0             | —        | —        | —        | —        | —        |
|           | Dinamo-Juniors Riga  | Běloruská liga  | 19            | 4             | 12            | 16            | 31            | —        | —        | —        | —        | —        |
| 2010/2011 | Dinamo Riga          | KHL             | 32            | 3             | 2             | 5             | 8             | 6        | 1        | 0        | 1        | 0        |
| 2011/2012 | Dinamo Riga          | KHL             | 9             | 0             | 0             | 0             | 0             | —        | —        | —        | —        | —        |
| 2012/2013 | Dinamo Riga          | KHL             | 52            | 8             | 9             | 17            | 24            | —        | —        | —        | —        | —        |
| 2013/2014 | Dinamo Riga          | KHL             | 43            | 4             | 4             | 8             | 46            | 6        | 2        | 0        | 2        | 0        |
| 2014/2015 | Dinamo Riga          | KHL             | 52            | 8             | 3             | 11            | 32            | —        | —        | —        | —        | —        |
| 2015/2016 | Dinamo Riga          | KHL             | 50            | 10            | 5             | 15            | 24            | —        | —        | —        | —        | —        |
| 2016/2017 | Mountfield HK        | Česká extraliga | 35            | 14            | 8             | 22            | 30            | 8        | 3        | 1        | 4        | 4        |
| 2017/2018 | Mountfield HK        | Česká extraliga | 41            | 7             | 17            | 24            | 28            | 10       | 2        | 2        | 4        | 16       |
| 2018/2019 | Dinamo Riga          | KHL             | 62            | 11            | 12            | 23            | 40            | —        | —        | —        | —        | —        |
| 2019/2020 | Dinamo Riga          | KHL             | 52            | 3             | 8             | 11            | 41            | —        | —        | —        | —        | —        |
| 2020/2021 | Dinamo Riga          | KHL             | 16            | 2             | 4             | 6             | 31            | —        | —        | —        | —        | —        |
| 2021/2022 | EHC Black Wings Linz | ICEHL           | 22            | 6             | 5             | 11            | 6             | —        | —        | —        | —        | —        |

## Reprezentace

### Mládežnické výběry
| Turnaj               | Místo konání                            | Z  | G  | A | B  | TM |
| -------------------- | --------------------------------------- | -- | -- | - | -- | -- |
| MS-18 Div1 2005      | Slovinsko a Polsko (Maribor, Sosnowiec) | 5  | 0  | 0 | 0  | 2  |
| MS-18 Div1 2006      | Maďarsko a Lotyšsko (Miskolc, Riga)     | 5  | 6  | 7 | 13 | 4  |
| MSJ Div1 2007        | Dánsko a Itálie (Odense, Torre Pellice) | 5  | 6  | 3 | 9  | 0  |
| MSJ Div1 2008        | Německo a Lotyšsko (Bad Tölz, Riga)     | 5  | 4  | 2 | 6  | 2  |
| Celkem na MS-18 (2x) |                                         | 10 | 6  | 7 | 13 | 6  |
| Celkem na MSJ (2x)   |                                         | 10 | 10 | 5 | 15 | 2  |

### Seniorská reprezentace
| Turnaj       | Místo konání                               | Z  | G | A  | B  | TM | Umístění  |
| ------------ | ------------------------------------------ | -- | - | -- | -- | -- | --------- |
| MS 2010      | Německo (Kolín nad Rýnem, Mannheim)        | 6  | 0 | 1  | 1  | 4  | 11. místo |
| MS 2011      | Slovensko (Bratislava, Košice)             | 6  | 0 | 5  | 5  | 2  | 13. místo |
| MS 2012      | Finsko a Švédsko (Helsinky, Stockholm)     | 4  | 0 | 0  | 0  | 4  | 10. místo |
| MS 2013      | Švédsko a Finsko (Stockholm, Helsinky)     | 7  | 0 | 2  | 2  | 4  | 11. místo |
| MS 2014      | Bělorusko (Minsk)                          | 7  | 0 | 1  | 1  | 2  | 11. místo |
| MS 2015      | Česko (Praha, Ostrava)                     | 7  | 1 | 1  | 2  | 6  | 13. místo |
| MS 2016      | Rusko (Moskva, Petrohrad)                  | 7  | 1 | 4  | 5  | 14 | 13. místo |
| MS 2017      | Německo a Francie (Kolín nad Rýnem, Paříž) | 6  | 4 | 1  | 5  | 2  | 10. místo |
| MS 2022      | Finsko (Helsinky, Tampere)                 |    |   |    |    |    |           |
| Celkem na MS |                                            | 50 | 6 | 15 | 21 | 38 |           |